# 拉希詹
37°12′15″N 50°00′17″E / 37.20417°N 50.00472°E

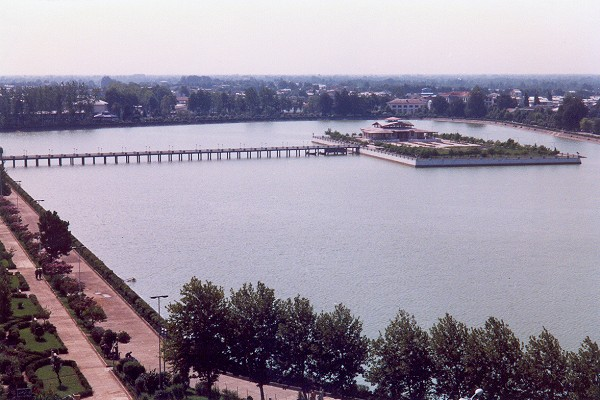

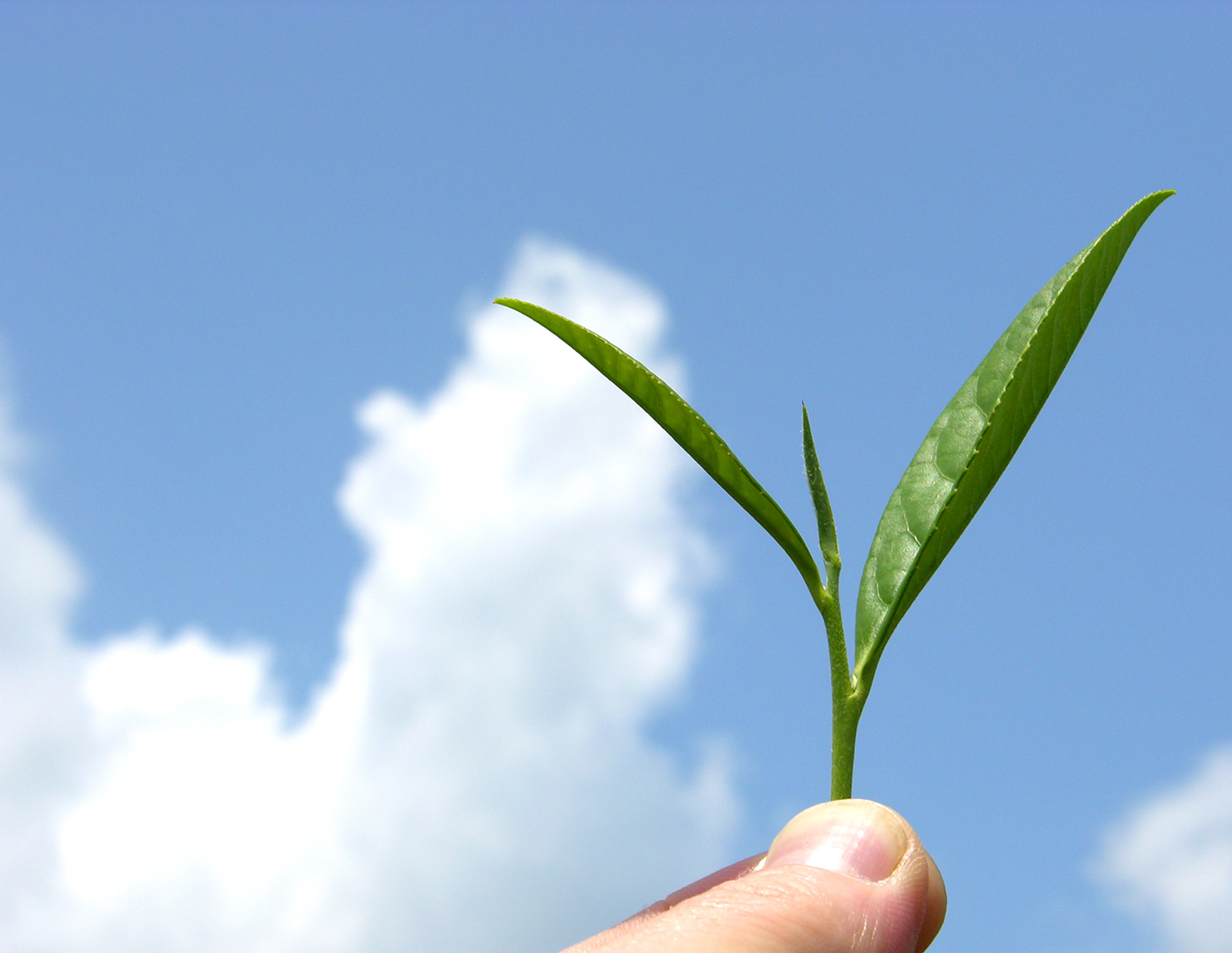

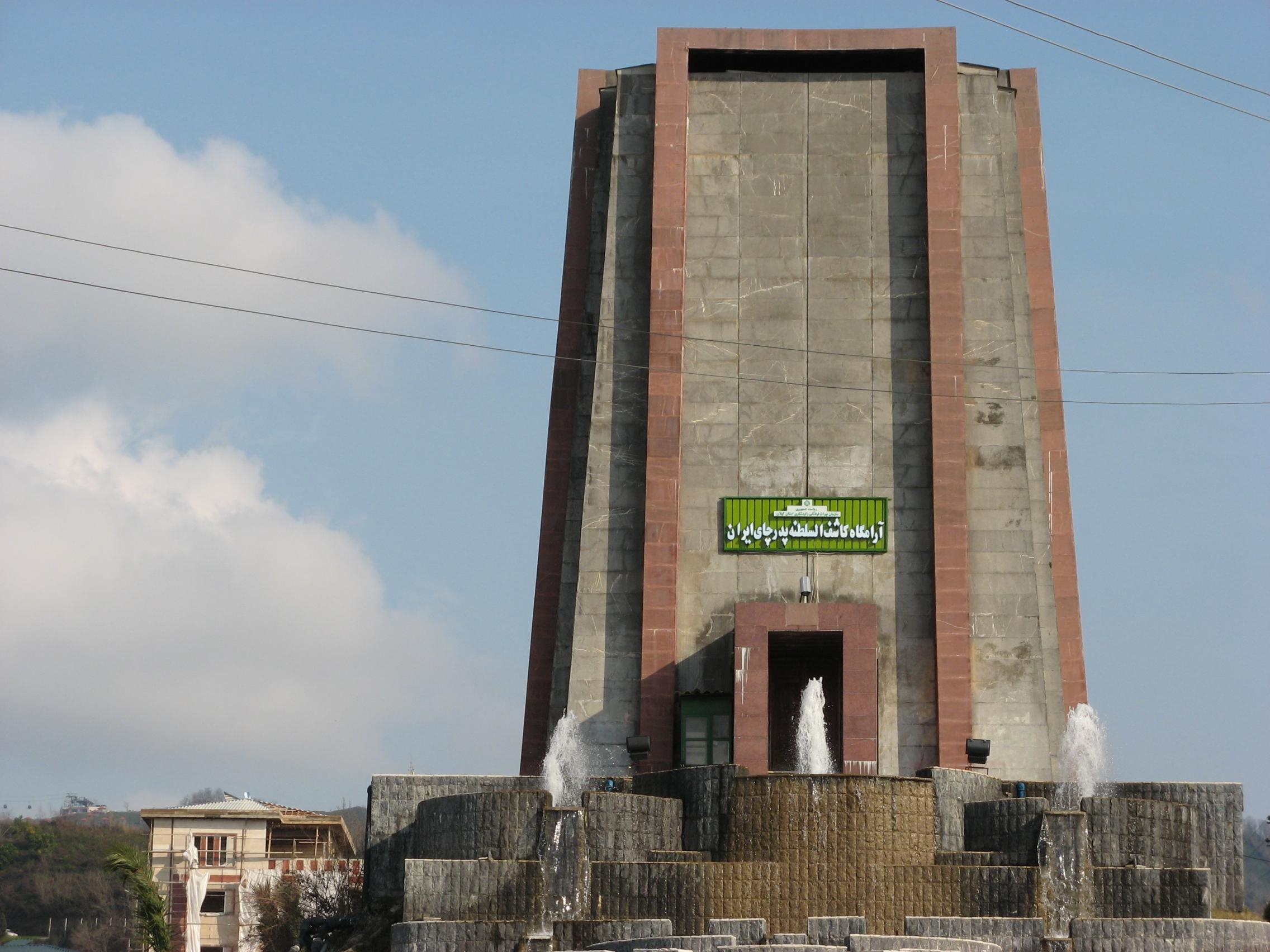

拉希詹（波斯語：‎, ）是伊朗的城市，位於該國西北部裡海沿岸，由吉蘭省負責管轄，面積1,428平方公里，海拔高度4米，主要農產品有茶葉和稻米，2012年人口81,817。